# Scogliera The Podium
La formazione chiamata The Podium è una scogliera situata nella regione sud-occidentale della Dipendenza di Ross, nell'Antartide orientale. In particolare la scogliera, che è alta circa 400 m, arrivando a circa 600 m s.l.m., e lunga circa 1,9 km, si trova all'estremità sud-orientale della dorsale Worcester, sulla costa di Hillary, dove è circondata dal ghiacciaio Evteev, che parte proprio dal versante meridionale della scogliera per fluire poi nella barriera di Ross.

## Storia
La scogliera è stato mappata da membri dello United States Geological Survey (USGS) grazie a fotografie aeree scattate dalla marina militare statunitense (USN) nel periodo 1959-63, e nel 1964 è stata così battezzata dal Comitato consultivo dei nomi antartici in virtù della sua forma e della sua posizione rispetto alle formazioni circostanti, che ricordano un podio.